# Atelopus pedimarmoratus
Espèce
Statut de conservation UICN

 CR A3ce : 
En danger critique
Atelopus pedimarmoratus est une espèce d'amphibiens de la famille des Bufonidae.

## Répartition
Cette espèce est endémique du département de Cundinamarca en Colombie. Elle se rencontre à Ubalá entre 2 600 et 3 100 m d'altitude sur le versant Ouest de la cordillère Orientale.
Sa présence dans le département de Cauca est incertain.

## Publication originale
- Rivero, 1963 : Five new species of Atelopus from Colombia, with notes on other forms from Colombia and Ecuador. Caribbean Journal of Science, vol. 3, no 2/3, p. 104–124 (texte intégral).